# Clark megye (Indiana)
Clark megye az Amerikai Egyesült Államokban, azon belül Indiana államban található. Megyeszékhelye és legnagyobb városa Jeffersonville. Lakosainak száma 121 093 fő (2020. április 1.). Clark megye Scott, Floyd, Jefferson, Trimble, Oldham, Jefferson és Washington megyékkel határos.

## Népesség
A megye népességének változása:
| Lakosok száma | 110 569 | 111 559 | 111 972 | 112 938 | 115 371 | 121 093 |
|               | 2010    | 2011    | 2012    | 2013    | 2015    | 2020    |